# Juego partisano
En la teoría de juegos combinatorios, un juego es partisano (o partidista) si no es imparcial. Es decir, algunos movimientos están disponibles para un jugador y no para el otro.
La mayoría de los juegos son partisanos. Por ejemplo, en ajedrez, sólo un jugador puede mover las piezas blancas. Más concretamente, cuando se analizan utilizando la teoría de juegos combinatorios, muchas posiciones de ajedrez tienen valores que no se pueden expresar como el valor de un juego imparcial, por ejemplo, cuando un lado tiene una serie de tempos adicionales que se pueden usar para poner al otro jugador en zugzwang.
Los juegos partisanos son más difíciles de analizar que los juegos imparciales, ya que el teorema de Sprague-Grundy no se aplica. Sin embargo, la aplicación de la teoría de juegos combinatorios a los juegos partisanos permite ver el significado de los números como juegos, de una manera que no es posible con los juegos imparciales.